# James Harper-Orr
James Harper-Orr (ur. 18 października 1878 w Glasgow, zm. 19 marca 1956 w Hay Park) – szkocki hokeista na trawie i krykiecista. Brązowy medalista olimpijski z Londynu (1908).
Uczęszczał do szkoły średniej Loretto School, w której po raz pierwszy zaczął regularnie grać w krykieta. Później studiował na Uniwersytecie Oksfordzkim. Z zawodu był adwokatem.
Na igrzyska olimpijskie został powołany jako zawodnik Edinburgh Hockey Club. Był na nich napastnikiem.
Grał w dwóch meczach, jakie Szkoci rozegrali w turnieju. 29 października 1908, w meczu pierwszej rundy, Szkoci wygrali z Niemcami 4-0. 30 października w meczu półfinałowym, zmierzyli się oni z Anglikami. Szkocja przegrała 1-6, tym samym odpadając z turnieju. Pokonani w półfinałach mieli jednak zagwarantowany brązowy medal olimpijski, bowiem nie rozgrywano meczu o trzecie miejsce (medale zdobyły wszystkie cztery drużyny z Wielkiej Brytanii (Anglia, Irlandia, Szkocja i Walia), jednak wszystkie przypisywane są Zjednoczonemu Królestwu). Harper-Orr nie strzelił jednak żadnego gola.
W krykieta grał m.in. w klubie reprezentującym Hrabstwo Stirling. W latach 1912–1913, rozegrał dla reprezentacji Szkocji trzy mecze, zdobywając 91 runów w pięciu inningsach. W krykieta, lecz z mniejszymi sukcesami, grał również jego starszy brat George Simpson Orr (1877-1941).